# ۱۹۲۲ (فیلم ۲۰۱۷)
۱۹۲۲ (به انگلیسی: 1922) یک فیلم ترسناک و درام آمریکایی محصول سال ۲۰۱۷ به نویسندگی و کارگردانی زک هیلدیچ است که بر اساس رمانی به همین نام اثر استیون کینگ در سال ۲۰۱۰ ساخته شده‌است. این فیلم با بازی توماس جین، نیل مک‌دونا و مالی پارکر در ۲۰ اکتبر ۲۰۱۷ در نتفلیکس منتشر شد.

## داستان
در سال ۱۹۲۲، ویلفرد جیمز (توماس جین) یک کشاورز است که در نبراسکا به همراه همسرش، آرلت، و پسر ۱۴ ساله‌شان، هنری زندگی می‌کند. ویلف به شدت با برنامه‌های آرلت (مالی پارکر) برای فروش مزرعه و نقل مکان به اوماها مخالف است. او تصمیم می‌گیرد هنری را متقاعد کند که به قتل آرلت کمک کند و دوست دختر هنری، شانون، که آرلت با رابطه‌اش مخالف است، در خطر است. هنری با اکراه موافقت می‌کند که به پدرش در انجام قتل کمک کند. ویلف وانمود می‌کند که با فروش موافقت می‌کند و آرلت را راضی می‌کند. همان‌طور که او جشن می‌گیرد، او مست می‌شود. پس از اینکه ویلف او را در حالت مستی به رختخواب می‌برد، هنری صورت او را می‌پوشاند در حالی که ویلف گلوی او را با چاقوی قصابی می‌برد. ویلف بدن خود را به چاهی خشک می‌اندازد، جایی که جسد او به زودی توسط موش‌ها تغذیه می‌شود. روز بعد گاوی را داخل چاه می‌اندازند تا جسد آرلت را پنهان کنند و دلیلی برای پر شدن چاه بیاورند. کلانتر جونز (برایان دارسی جیمز) به دنبال ناپدید شدن ناگهانی او مشکوک است. او خانه را جستجو می‌کند، اما هیچ مدرکی دال بر جنایت نمی‌یابد، و به‌طور آزمایشی داستان ویلف را باور می‌کند که همسرش فرار کرده‌است. با گذشت زمان، هنری غمگین و منزوی می‌شود و از جنایتی که او و پدرش مرتکب شده‌اند پشیمان می‌شود. شانون به‌طور فزاینده‌ای نگران می‌شود و متعاقباً متوجه می‌شود که فرزند هنری را باردار است. والدین او تصمیم می‌گیرند تا او را به یک مؤسسه کاتولیک در اوماها بفرستند تا زمانی که نوزاد متولد شود و سپس برای فرزندخواندگی سپرده شود. هنری ماشین ویلف را می‌دزدد، به اوماها می‌رسد و با شانون فرار می‌کند. با سپری شدن زمستان، ویلف به نظر می‌رسد دیوانه می‌شود و دائماً توسط موش‌ها مورد آزار و اذیت قرار می‌گیرد. او برای تعمیر خانه اش وام مسکن می‌گیرد، اما عملاً کار را انجام نمی‌دهد. سقف‌های انبار و خانه‌اش فرومی‌روند، اما او آن‌قدر غرق در گناه و الکل است که نمی‌تواند آنها را درست کند. خانه او در وضعیتی کاملاً ویران قرار می‌گیرد و کاملاً توسط موش‌ها آلوده می‌شود. یک موش دستش را گاز می‌گیرد که عفونی می‌شود و باید قطع شود. در یک صحنه اوج، ویلف با روح همسرش روبرو می‌شود که توسط موش‌هایی که جسد او را خورده‌اند احاطه شده‌است. هشت سال بعد، در سال ۱۹۳۰، ویلف اعترافات خود را می‌نویسد و نتیجه می‌گیرد: «در نهایت، همه ما گرفتار می‌شویم.»

## بازیگران
- توماس جین در نقش ویلفرد «ویلف» لیلاند جیمز
- دیلن اشمید در نقش هنری «هنک» فریمن جیمز
- مالی پارکر در نقش آرلت کریستینا وینترز جیمز
- نیل مک‌دونا در نقش هارلن «هارل» کوتری
- کیتلین برنارد در نقش شانون کوتری
- برایان دارسی جیمز در نقش کلانتر جونز
- باب فریزر در نقش آقای لستر

## بازخوردها
فیلم ۱۹۲۲ نقدهای مثبتی دریافت کرد. وب‌سایت جمع‌آوری نقد راتن تومیتوز، بر اساس ۴۴ بررسی، ۹۱٪ تأیید را با میانگین امتیاز ۶٫۹ از ۱۰ را گزارش می‌کند. نظر منتقدان سایت چنین است: «به لطف داستان سرایی صبورانه کارگردان زک هیلدیچ و کار قوی توماس جین، این فیلم در میان اقتباس‌های رضایت بخش استفن کینگ قرار گرفت.» منتقدان، نشان‌دهنده «بررسی‌های عموماً مطلوب» است.
در متاکریتیک بر اساس ۸ منتقد، امتیاز ۷۰ از ۱۰۰ را گزارش می‌کند.